# Люсе (Кот-д’Ор)
Люсе́ (фр. Lucey) — коммуна во Франции, находится в регионе Бургундия. Департамент коммуны — Кот-д’Ор. Входит в состав кантона Ресе-сюр-Урс. Округ коммуны — Монбар.
Код INSEE коммуны — 21359.

## Население
Население коммуны на 2010 год составляло 59 человек.
| 1962 | 1968 | 1975 | 1982 | 1990 | 1999 | 2010 |
| ---- | ---- | ---- | ---- | ---- | ---- | ---- |
| 91   | 78   | 80   | 73   | 55   | 61   | 59   |

## Экономика
В 2010 году среди 31 человека трудоспособного возраста (15—64 лет) 22 были экономически активными, 9 — неактивными (показатель активности — 71,0 %, в 1999 году было 74,2 %). Из 22 активных жителей работали 18 человек (11 мужчин и 7 женщин), безработных было 4 (3 мужчин и 1 женщина). Среди 9 неактивных 3 человека были учениками или студентами, 4 — пенсионерами, 2 были неактивными по другим причинам.